# Wolfswerder

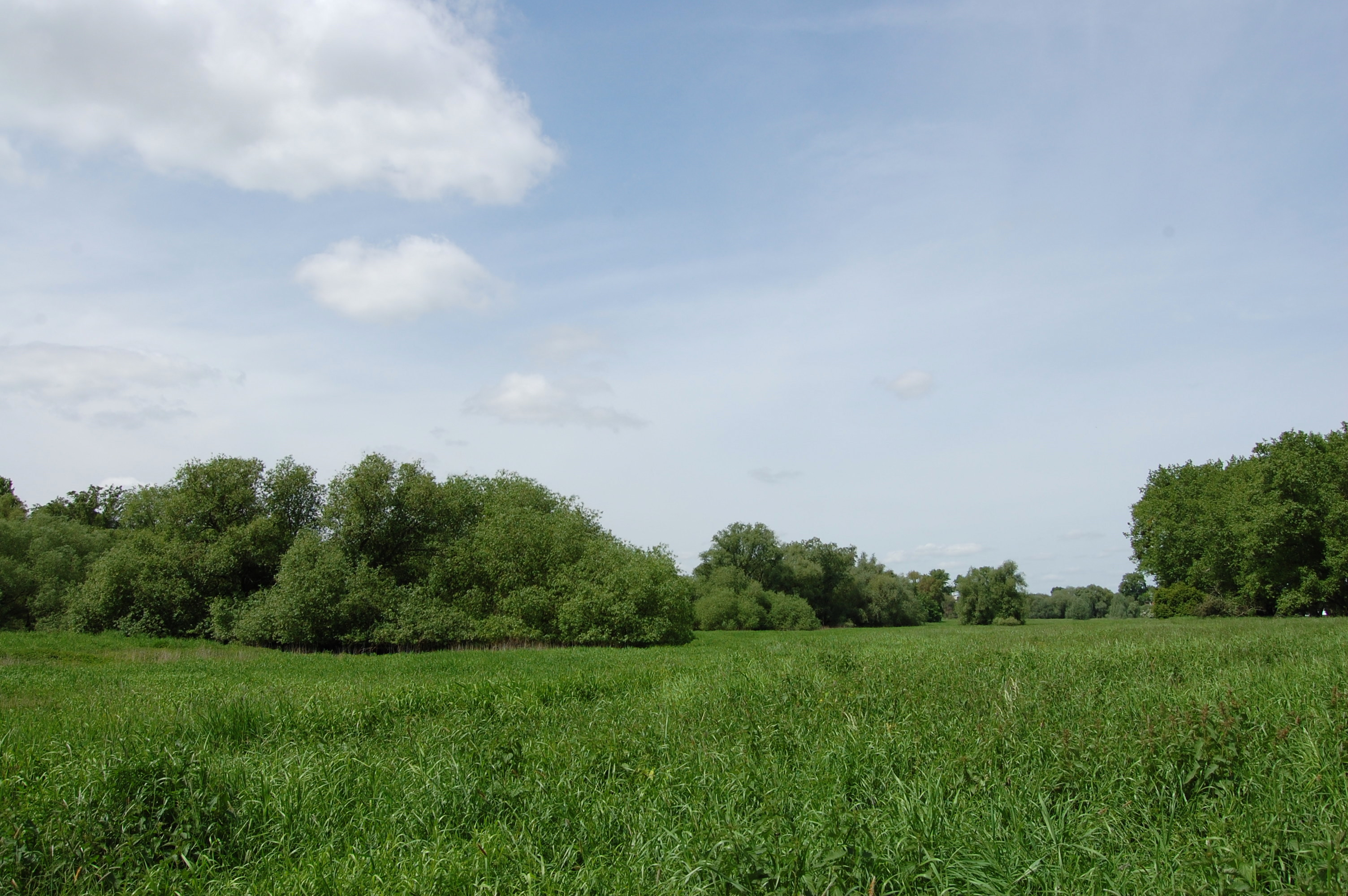
Wolfswerder – Blick vom verlängerten Bisamweg nach Norden

Der Wolfswerder ist ein Landstrich am linken Ufer der Elbe in Magdeburg.

## Lage
Der Werder ist Teil des Überschwemmungsgebietes des Stroms. Der südöstliche Teil gehört zur Gemarkung Fermersleben, der nordwestliche zu Buckau. Der Wolfswerder umfasst dabei etwa das Gebiet zwischen der Elbe und der  Sülze. Südlich schließt sich der Salbker See II an. Häufig wird noch das westlich der Sülze nach Buckau hin gelegene Vorland als Wolfswerder benannt. Dort entstand ab 1857 das Wasserwerk Magdeburg, Anfang des 21. Jahrhunderts dann eine Wohnsiedlung. Über den Wolfswerder verläuft auch der westelbische Radweg. Auf dem gegenüberliegenden Elbufer befindet sich das Baudenkmal Schöpfwerk bei Prester.

## Geschichte
Während der Belagerung und späteren Zerstörung Magdeburgs im Jahr 1631 lagerten die kaiserlichen Truppen Tillys zeitweise auf dem Wolfswerder. Nach der Zerstörung der Stadt wurden Gefangene in das Lager gebracht, darunter auch der Magdeburger Baumeister Andreas Rudolph. Man beabsichtigte für die Gefangenen Lösegeld zu erhalten. Die Lebensbedingungen im Lager sollen sehr schlecht gewesen sein. Bereits am 14. Mai 1631 brach im Lager nachts ein Feuer aus, wobei vermutet wird, dass die möglicherweise etwa 400 Gefangenen das Feuer selbst gelegt hatten. Vielen Inhaftierten gelang dadurch die Flucht, darunter auch dem schwedischen Gesandten Stalmann.
Zumindest Teile des Wolfswerders standen in früherer Zeit den jeweiligen Fährherren der deutlich weiter südlich gelegenen Fähre Westerhüsen zu, darunter auch ein Flurstück, welches als Jodenkever und joden Kieffer bezeichnet wurde. Der Name geht auf den bis zum Ende des 15. Jahrhunderts hier befindlichen jüdischen Friedhof Judenkever zurück. Auch ein Ort an den Schanzen wird auf dem Wolfswerder erwähnt, was auf das ehemalige Vorhandensein von militärischen Schanzen schließen lässt. Im 18. Jahrhundert wird der Wolfswerder als Eigentum der Stadt Magdeburg geführt. Im 19. Jahrhundert zahlte Magdeburg als Grundstückseigentümer an die Stadt Buckau, zu deren Gemarkung das Gelände gehörte, 14 Taler, 11 Silbergroschen und 3 Pfennig Grundsteuer sowie 4 Taler, 28 Silbergroschen und 9 Pfennig Kommunalsteuer. Auf dem Wolfswerder gehörten der Stadt Magdeburg 76 Morgen Wiesen.
Im Zuge der Revolution von 1848 bildete sich in Buckau eine gegen revolutionäre Bestrebungen ausgerichtete bewaffnete Bürgerwehr. Die Fahnenweihe der Bürgerwehr erfolgte am 9. Juli 1848 auf dem Wolfswerder. Zu dem Fest waren Bürgerwehren aus etwa 20 Ortschaften erschienen. Der Magdeburger General-Leutnant von Hedemann nahm die Parade ab.
Nach dem Wolfswerder ist die weiter westlich in Buckau gelegene Straße Am Wolfswerder benannt.